# Дженеросо Россі
Дженеросо Россі (італ. Generoso Rossi, нар. 3 січня 1979, Неаполь) — італійський футболіст, що грав на позиції воротаря.

## Клубна кар'єра
Народився 3 січня 1979 року в місті Неаполь. Вихованець футбольної школи клубу «Барі». Для отримання ігрової практики Россі здавався в оренду в клуби Серії С1 «Савойя» та «Кротоне», де грав у 1998—2000 роках.
Повернувшись до «Барі», Дженеросо став запасним воротарем. Дебютував у Серії А 30 вересня 2000 року в матчі проти «Верони». Зігравши загалом 6 матчів до кінця року, на початку 2001 року він перейшов до «Венеції» в Серію В, якій того ж сезону допоміг вийти у Серію А і у наступного сезоні зіграв 31 матч у вищому дивізіоні.
2002 року власник «Венеції» Мауріціо Дзампаріні придбав новий клуб, «Палермо», куди був переведений і Россі, після чого відразу був відданий в оренду в «Лечче».
Влітку 2003 року Россі підписав угоду з «Сієною», зігравши свої останні 21 матчі у Серії А, після чого перейшов в англійський «Квінз Парк Рейнджерс». Втім 25 серпня 2004 року арбітраж CONI дискваліфікував гравця на один рік за участь у футбольних ставках. Згодом покарання було зменшено на 7 місяців, завдяки чому Дженеросо отримав можливість зіграти за лондонський клуб, провівши 3 матчі в Чемпіоншипі.
Влітку 2003 року Россі повернувся в Італію, ставши гравцем клубу «Трієстина», за який за 2,5 роки зіграв майже 100 ігор у Серії B і на початку 2008 року був відданий в оренду в клуб Серії А «Катанія», де, однак, та к і не зіграв у чемпіонаті.
Перед сезоном 2008/09 воротар став гравцем клубу «Галліполі», що виступала у Лега Про Пріма Дівізіоне і за підсумками сезону допоміг команді вперше в історії вийти до Серії Б. Незважаючи на це команда зіткнулася з фінансовими труднощами і Россі не залишився в клубі.
У лютому 2010 року Россі став гравцем «Соренто», де провів наступні два з половиною сезони в третьому італійському дивізіоні і був невід'ємним гравцем основної команди, яка двічі поспіль брала участь у плей-оф за право виходу Серію Б, втім обидва рази невдало. Влітку 2012 року Россі покинув «Сорренто» і тривалий час залишався без клубу, і в листопаді 2012 року повернувся в «Сорренто». За підсумками сезону 2012/13 клуб вилетів у четвертий дивізіон, Лега Про Секонда Дівізіоне, після чого Дженеросо Россі завершив ігрову кар'єру.

## Виступи за збірні
1996 року дебютував у складі юнацької збірної Італії (U-17), загалом на юнацькому рівні взяв участь у 18 іграх, пропустивши 9 голів.
Протягом 2000—2002 років залучався до складу молодіжної збірної Італії, у складі якої поїхав на молодіжний чемпіонат Європи 2002 року у Швейцарії, де його команда дійшла до півфіналу. Всього на молодіжному рівні зіграв у 12 офіційних матчах, пропустив 12 голів.

## Досягнення
- Серія B

«Венеція»: 2000/01
«Лечче»: 2002/03
- Серія C1/Лега Про Пріма Дівізіоне

«Савойя»: 1998/99
«Кротоне»: 1999/00
«Галліполі»: 2008/09
- Суперкубок Леги Про Пріма Дівізіоне

«Галліполі»: 2009